# Grand (Kino)

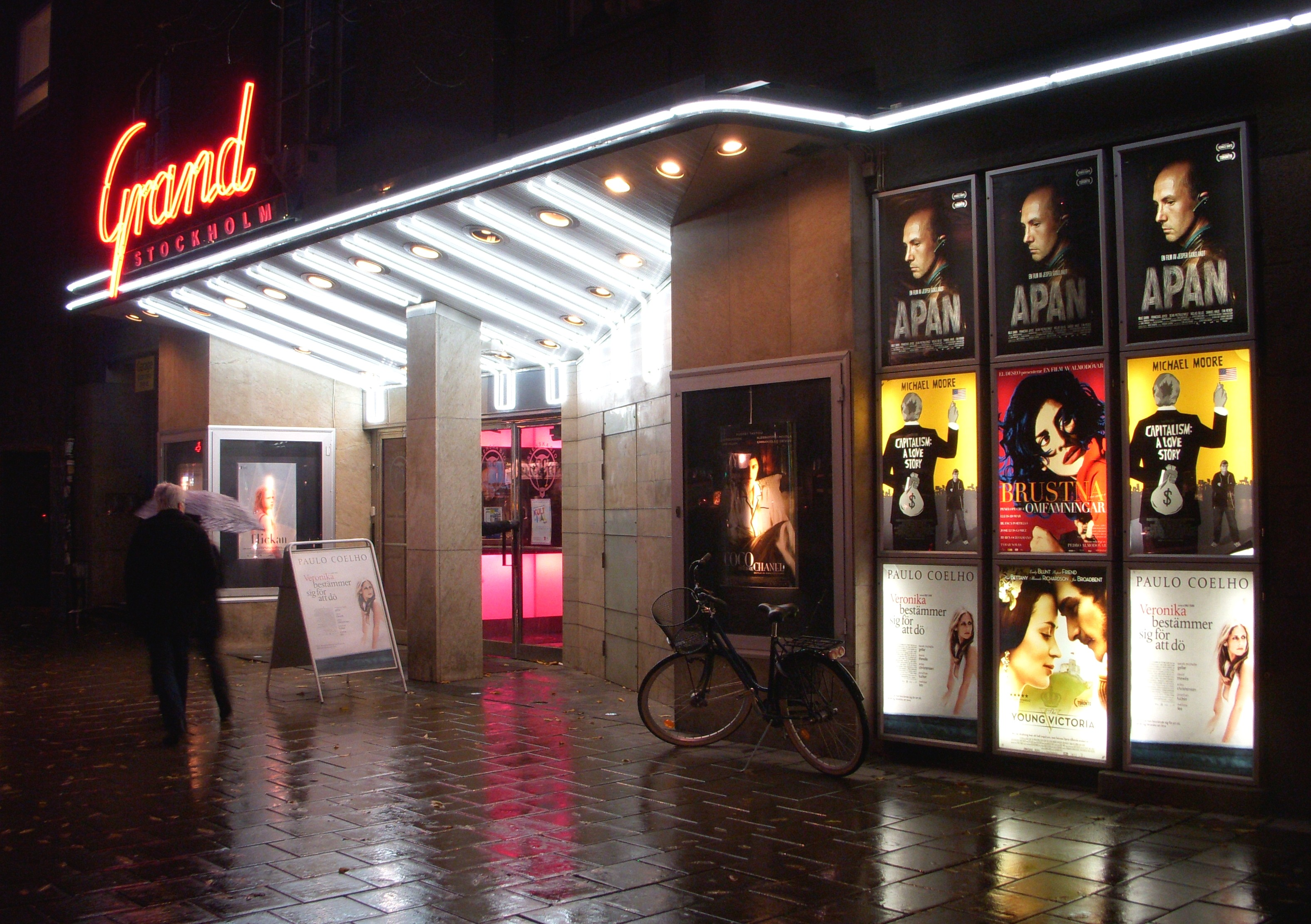
Beleuchteter Eingangsbereich im November 2009

Grand ist ein Kino im Sveavägen 45 im Stockholmer Stadtteil Norrmalm, das am 8. September 1933 eröffnet wurde. Betreiber des Kinos war zunächst das skandinavische Filmrechte-Unternehmen Sandrew Metronome, bevor es später vom Kinobetreiber Astoria Cinemas übernommen wurde. Nachdem die Firma bankrottging, übernahm das Unternehmen Svenska Biografteatern das Kino, in dessen Besitz es sich heute noch befindet.
Der Unternehmer Anders Sandrew übernahm die Räume von der Filadelfia-Församlingen, einer pfingstkirchlichen Gemeindebewegung in Schweden, und beauftragte den Architekten Björn Hedvall, den schlichten Saal in einen festlichen Zuschauerraum zu verwandeln. Zusammen mit dem Künstler Gunnar Torhamn gestaltete er einen vornehmen Salon mit den dazugehörigen Räumlichkeiten, worin in den Anfangsjahren 772 Zuschauer auf dem Parkett und der Tribüne Platz nehmen konnten. Trotz mehrerer Renovierungen haben sich einige Details bis heute erhalten, so zum Beispiel die Intarsie-Arbeiten von Torhamn. In ihnen symbolisieren Abbildungen von berühmten Schauspielern aus den 1930er Jahren vier Kontinente der Erde: Joan Crawford steht für Amerika, Anna May Wong für Asien, Greta Garbo für Europa und eine leichtbekleidete Josephine Baker repräsentiert Afrika.
Das Grand wurde bekannt als das Kino, in dem sich Olof Palme am 28. Februar 1986 die schwedische Filmkomödie Bröderna Mozart (dt. „Die Gebrüder Mozart“) ansah, bevor er noch am selben Abend ermordet wurde. Der ins Visier der Ermittler geratene „Lasermann“ John Ausonius (frühere Namen: Wolfgang Zaugg und John Stannerman) arbeitete hier Ende der 1970er Jahre als Filmvorführer.
Das Kino wurde zuletzt 2003 renoviert. 2009 beherbergte es vier Kinosäle mit zusammen 404 Plätzen.

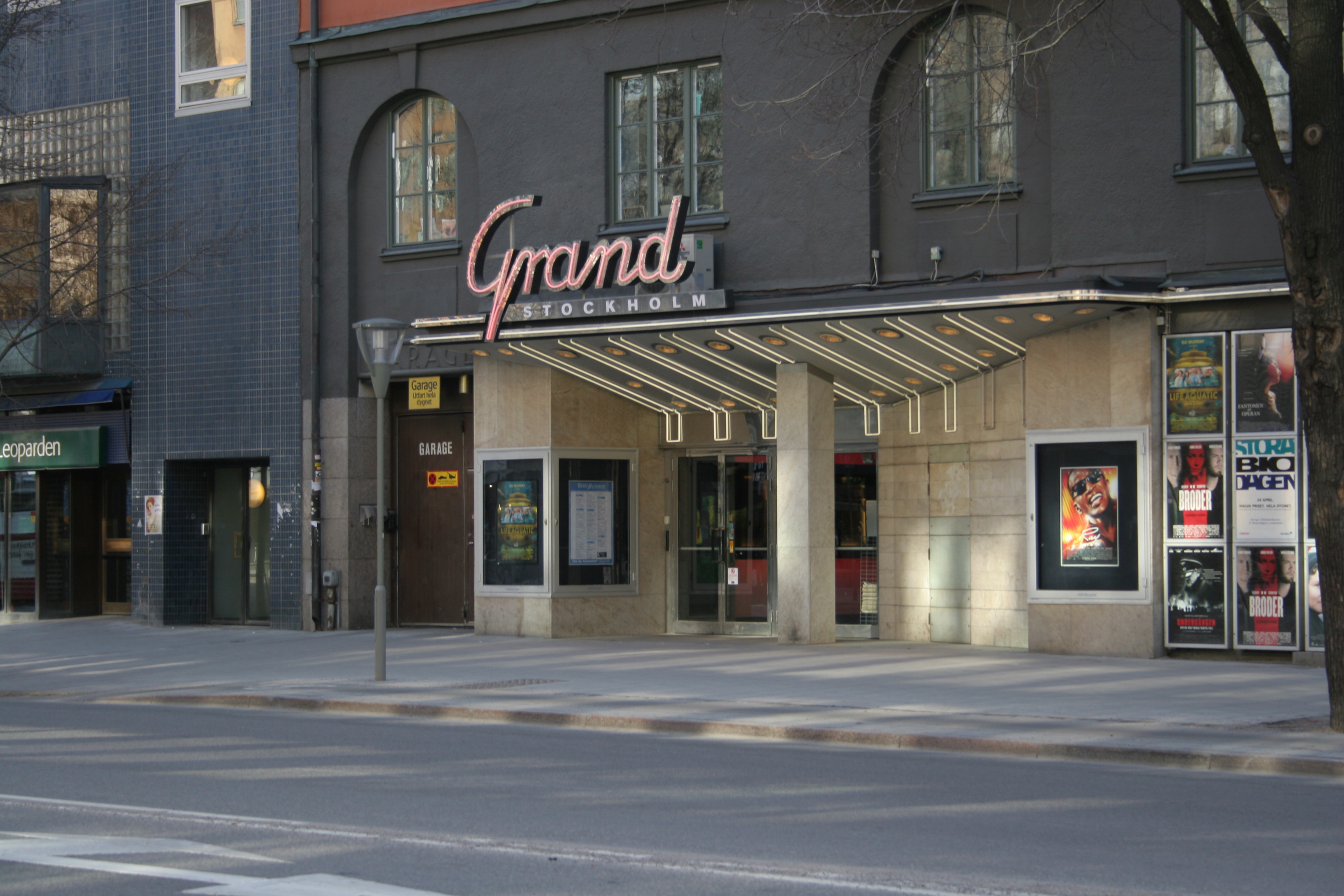
Haupteingang im April 2005
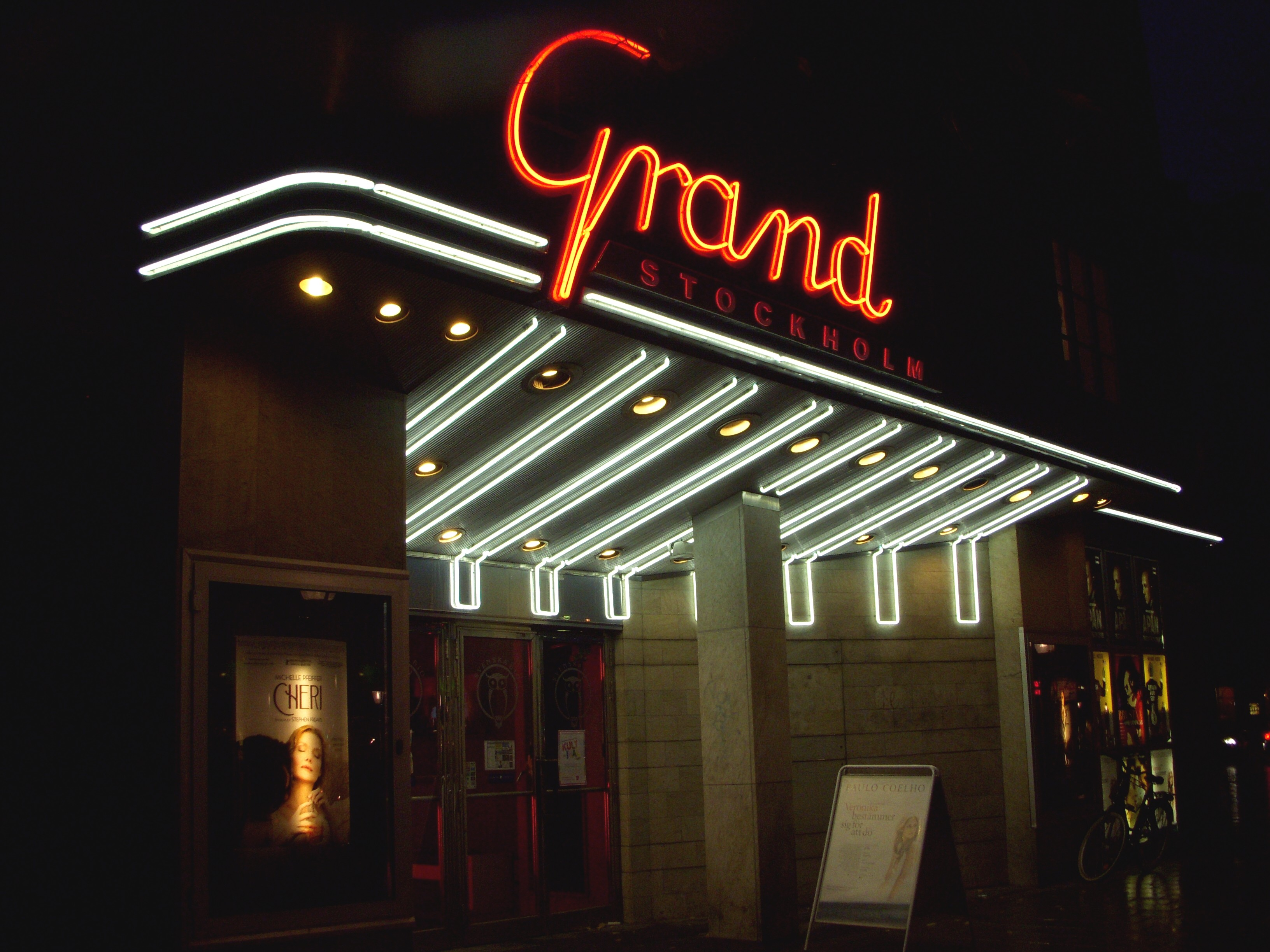
Leuchtreklame über dem Haupteingang (2009)
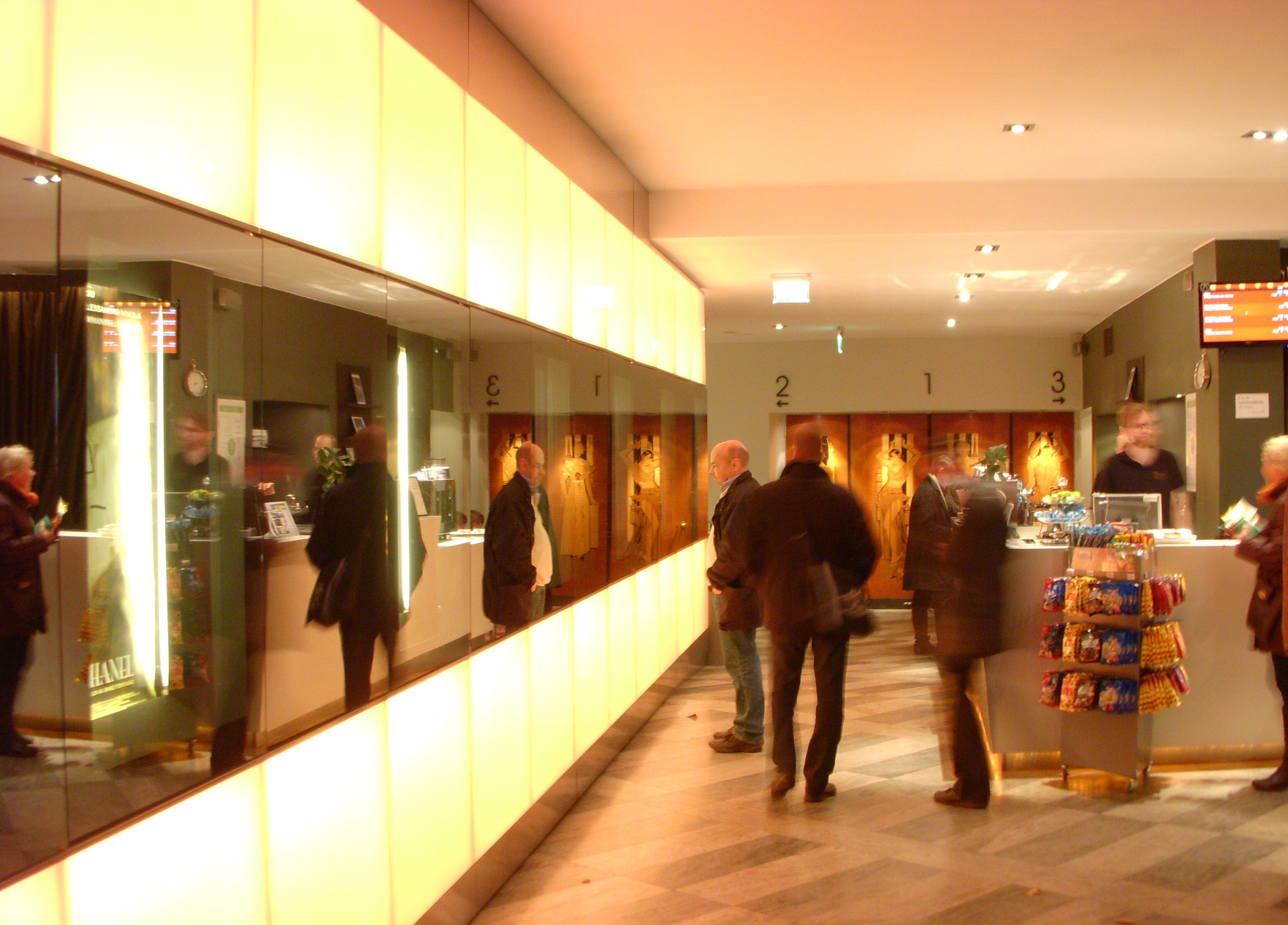
Eingangshalle mit Kartenverkauf (2009)
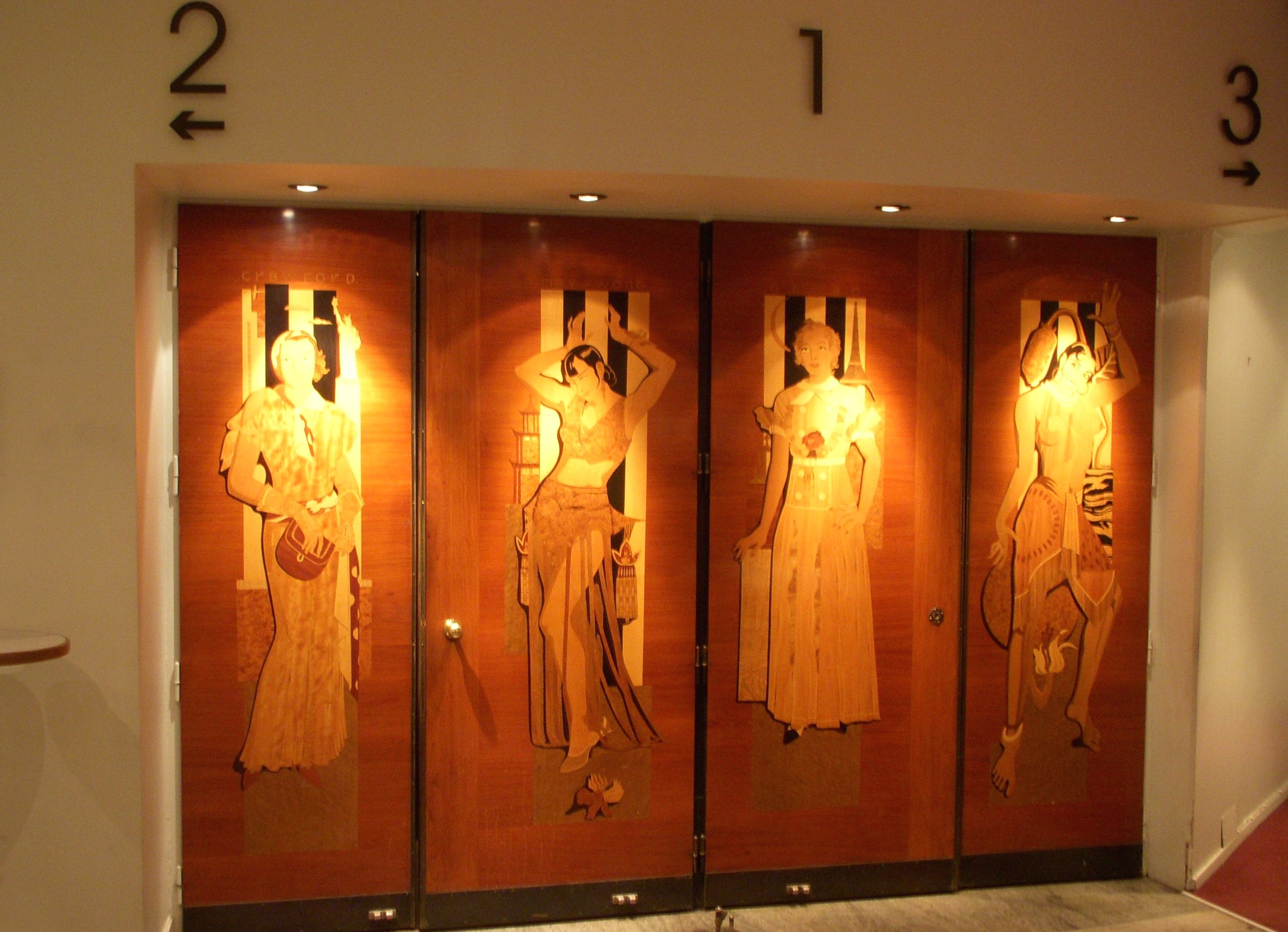
Intarsie-Arbeiten von Gunnar Torhamn mit Crawford, Wong, Garbo und Baker (von links, 2009)